# Калинчак, Валерий Владимирович
Калинчак Валерий Владимирович (26 февраля 1944, Фергана) — физик. Доктор физико-математических наук (1996); профессор (1998); академик Международной академии наук экологии и безопасности жизнедеятельности (МАНЭБ) с 2012 г.; руководитель научной школы «Тепло- и электрофизические явления в многофазных средах».

## Биография
Валерий Владимирович Калинчак родился 26 февраля 1944 года в г. Фергане (Узбекская ССР). Школьное образование начал в 1950 г. в Дрогобыче. В 1952 г. семья переехала в Одессу, где он окончил школу в 1960 г. В том же году поступил на физический факультет Одесского государственного университета (ныне — Одесский национальный университет имени И. И. Мечникова), окончил его в 1965 г. с отличием и с присвоением квалификации физика, теплофизика. После окончания университета, в январе 1966 г. В. В. Калинчака призвали в ряды Советской Армии. После года службы начал учиться в аспирантуре. С октября 1968 г. В. В. Калинчака выбрали по конкурсу ассистентом кафедры теплофизики ОГУ имени И. И. Мечникова, позже он работал на кафедре старшим преподавателем.
В 1978 г. В. В. Калинчак защитил кандидатскую диссертацию "Горение капель бинарных смесей в потоке", а в 1980 году был избран на должность доцента кафедры теплофизики. В 1983 г. ему присвоили учёное звание доцента кафедры теплофизики.
В 1996 г. В. В. Калинчак защитил докторскую диссертацию "Высокотемпературный тепломассоперенос и критические явления при фазовых и химических превращениях в дисперсных системах". С 1 октября 1996 г. работает заведующим кафедрой теплофизики ОГУ имени И. И. Мечникова.

## Научная деятельность
Научная деятельность В. В. Калинчака началась в 1960 г. с биофизического кружка, которым руководил К. К. Демидов, а инициатором был В. Е. Глушков. В 1962 г. В. Е. Глушков привлек В. В. Калинчака к работе в Проблемной лаборатории аэрозолей, научным руководителем которой был В. А. Федосеев, а заведовала лабораторией А. В. Гернет. Первые научные работы были связаны с процессами окисления магния в парах воды. В 1963—1964 гг. он работал лаборантом в группе В. И. Глухова, занимался экспериментальными исследованиями воспламенения, горения и угасания металлизированных смесевых систем и порохов вместе с однокурсником Б. А. Алтоизом. В 1965 г. на Всесоюзной конференции по вопросам испарения, горения и газовой динамики, посвящённой 100-летию Одесского государственного университета, выступил с докладом «Влияние металлических примесей на горение порохов".
Большое влияние на формирование научного мировоззрения В. В. Калинчака имели консультации таких выдающихся учёных как О. М. Тодес, Б. В. Дерягин, встречи и беседы с М. Л. Фуксом, Д. Е. Федосеевым.
В дальнейшем круг научных интересов В. В. Калинчака расширился: это испарения капель углеводородов в воде, горение частиц металлов и гидридов металлов, процессы устойчивости тепломассообмена при горении капли в потоке.
С июля 1967 г. В. В. Калинчак был заместителем руководителя научной группы (руководитель Е. Глушков), которая отбыла в экспедицию в Красноярский институт леса и древесины. В 50 км от Красноярска в лесу группа осуществляла испытания по предотвращению и тушению пожаров методом перегретой воды с добавлением гигроскопичных веществ. Была доказана большая эффективность использования метода перегретой жидкости для предупреждения и тушения пожаров.
В 1968-1970 гг. В. В. Калинчак выполнял научные исследования по управлению испарением, горением и угасанием жидких топлив посредством изменения их состава. Первые итоги работы опубликованы в научных сборниках "Физика аэродисперсных систем" (1972, Вып. 6, 7). Большое влияние на цикл работ по горению капель жидких топлив в потоке сыграли советы Д. И. Полищука, тогдашнего заведующего кафедрой общей физики, и А. М. Тодеса. Первый помог с постановкой экспериментальных исследований, второй — с теорией устойчивости процессов тепломассообмена, кинетики испарения и химического превращения капель жидких топлив в потоке. Были получены критерии, которые позволили определить критические условия воспламенения и угасания жидких капель в потоке, описать гистерезисные режимы их горения.
В 1972-1973 гг. В. В. Калинчак совершил цикл исследований по влиянию примесь металлов (CuO, Cu2O, CuO4) на характеристики горения прессованных смесей на основе перхлората аммония и полистирола. Эти работы В. В. Калинчак совершил во время научной стажировки в Сегедском университете им. И. Аттилы на кафедре физической химии.
С 1974 по 1980 г. он продолжал исследования по горению струй жидких топлив различного состава, частиц металлов, покрытых различными плёнками, и гидридов металлов. В 80-е гг. основное направление научных работ сопряжено с теоретическими и экспериментальными исследованиями высокотемпературных и гистерезисных режимов тепломассообмена и горения частиц углерода и факелов частиц металлов, образованных в результате разрушения материалов. Важным аспектом этих работ является исследование пожарной опасности раскалённых металлических частиц. Разрабатывались методики и приборы, которые позволяют осуществлять дисперсный анализ и спектрометрические измерения при горении факела частиц.
В рамках научной школы, которой руководил профессор В. А. Федосеев, в 80-х гг. было создано научное направление по физике низкотемпературной плазмы с конденсированной дисперсной фазой, которое возглавляет профессор М. Н. Чесноков.
В 90-х гг. сформировалось научное направление кафедры физики тепловых явлений при фазовых и химических превращениях в аэродисперсных системах, фактическим руководителем которого стал В. В. Калинчак. Сегодня Валерий Владимирович является руководителем научной школы «Тепло- и электрофизических явлений в многофазных средах». Основной темой этих работ являются экспериментальные и теоретические исследования поджигающего свойства раскалённых металлических частиц, устойчивость процессов тепломассообмена при горении капель и частиц в потоке, подробное изучение роли различных механизмов (теплообмен излучением, перенос тепла и массы стефанивским течением, нагрев лазерным излучением или электрическим током, внутренняя диффузия и внутреннее реагирования в пористых частицах и т. п.) в процессах воспаления, горения и самовольного угасания газовзвеси частиц. В. В. Калинчак разработал метод, позволяющий определить устойчивые высокотемпературные и гистерезисные режимы горения капель и частиц, исследовал механизмы реакции с газами. Исследование этих процессов в 1995 году были поддержаны международным фондом "Возрождение" в рамках Соросовской программы ISSEP. В выполнении программы активное участие принимали профессора М. Н. Чесноков, Н. X. Копыт, доцент С. Г. Орловская, аспирант Ю. В. Прудникова.
В. В. Калинчак является автором более 100 научных работ, соавтором патентов, открытий и изобретений:
- Пристрій для визначення швидкості вигорання рідини / М. І. Кулик, С. Є. Селіванов, В. В. Калинчак. — № 81805 ; заяв. 14.11.2005 ; опубл. 11.02.2008;
- Установка для визначення показників спалахування та горіння рідких палив / С. С. Селіванов, С. В. Літовка, В. В. Калинчак. — № 83306 ; заяв. 14.12.2006 ; опубл. 25.06.2008, Бюл. № 12;
- Спосіб визначення часу затримки займання та часу горіння зразка твердого палива / Ф. Ф. Карімова, С. Г. Орловська, В. В. Калинчак. — № 92111 ; заяв. 31.03.2014 ; опубл. 25.07.2014, Бюл. № 12.

Сегодня В. В. Калинчак является научным руководителем двух госбюджетных тем. В. В. Калинчак является членом Специализированных советов по защите диссертаций в ОНУ им. И. И. Мечникова, ответственным редактором сборника научных трудов "Физика аэродисперсных систем", наставником академической группы теплофизиков физического факультета.

## Труды
- Воспламенение капель бинарных смесей / В. В. Калинчак // Физика аэродисперсных систем. — 1972. — Вып. 6. — С. 91-97.
- Инерционные характеристики пламени капель углеводородов при его гистерезисе / В. В. Калинчак [и др.] // Физика горения и взрыва. — 1990. — № 1. — С. 92-97.
- Влияние излучения на критические реакции тепло – и массообмена при параллельных химических реакциях / В. В. Калинчак // Физика горения и взрыва. — 1994. — № 4. — С. 63-74.
- Горение и самопроизвольное потухание углеродной частицы в поле лазерного излучения / В. В. Калинчак [и др.]  // Физика горения и взрыва — 1995. — № 3 — С. 50-56.
- Влияние внутреннего реагирования на критические условия тепломассобмена углеродных частиц / В. В. Калинчак [и др.] // Инженерно-физизический журнал — 1998. — № 5. — С. 880-886.
- Устойчивые и критические режимы тепломассообмена углеродной частицы в поле лазерного излучения / В. В. Калинчак // Теплофизика высоких температур. — 1998. — № 5. — С. 746 -753.
- Высокотемпературный тепломассообмен нагреваемой лазерным излучением углеродной частицы с учётом стефановского течения на её поверхности / В. В.  Калинчак, С. Г. Орловская, О. Н. Гулеватая // Физика аэродисперсных систем. — 2001. — Вып. 38. — С. 158-169.
- Влияние стефановского течения и конвекции на кинетику химических реакций и тепломассообмена углеродных частиц с газами / В. В. Калинчак // Инженерно-физический журнал. — 2001. — № 2. — С. 51-55.
- Устойчивые и критические режимы высокотемпературного окисления вольфрамового проводника в воздухе / В. В. Калинчак, С. Г. Орловская, Т. В. Грызунова // Теплофизика высоких температур. — 2003. — № 3. — С. 465-469.
- Высокотемпературный тепломассообмен и стефановское течение на поверхности предварительно нагретой металлической частицы в холодном воздухе / В. В. Калинчак, А. С. Черненко // Теплофизика высоких температур. — 2009. — № 3. — С. 438-447.
- Два предела по диаметру частицы катализатора, определяющих высоко-температурный темпломассообмен с активной газовой смесью / В. В. Калинчак [и др.] // Физика аэродисперсных систем. — 2010. — Вып. 47 . — С. 5-15.
- Исследование начальной стадии окисления железа при высоких температурах. Часть 1. / Н. Н. Копыт, В. В. Калинчак, К. И. Семенов // Дисперсные системы : материалы XXVI междунар. науч. конф. (Одесса, 22-26 сентября 2014 г.). — Одесса, 2014. — С. 86-90.
- Прикладная физика аэрозолей : учеб.-метод. пособ. по курсу «Физика аэрозолей», предназнач. для студ. направления «Физика» / В. В. Калинчак [и др.]. – Одесса : Одесский нац. ун-т, 2015. – 128 с.